# Zwierzyniec (Sorkwity)
Zwierzyniec (deutsch Thiergarten) ist ein  Ortsteil von Stary Gieląd in der polnischen Woiwodschaft Ermland-Masuren und gehört zur Landgemeinde Sorkwity (deutsch Sorquitten) im Powiat Mrągowski (Kreis Sensburg).

## Geographische Lage
Zwierzyniec liegt inmitten der Woiwodschaft Ermland-Masuren, 13 Kilometer westlich der Kreisstadt Mrągowo (deutsch Sensburg).

## Geschichte
Thiergarten, auch oftmals „Tiergarten“ geschrieben, war bis 1945 eine Försterei, die zum Forst Sorquitten (polnisch Sorkwity) gehörte. Das Forsthaus – mit im Jahre 1905 sieben Einwohnern – lag innerhalb des Gutsbezirks Sorquitten im Kreis Sensburg in der preußischen Provinz Ostpreußen, der am 30. September 1928 in die Landgemeinde Sorquitten überstellt wurde.
Mit dem gesamten südlichen Ostpreußen kam Thiergarten in Kriegsfolge 1945 zu Polen und erhielt die polnische Namensform „Zwierzyniec“. Heute handelt es sich um eine dem Nachbarort Stary Gieląd (Alt Gehland) zugeordnete Ortschaft (polnisch „część wsi“) innerhalb der Landgemeinde Sorkwity (Sorquitten) im Powiat Mrągowski (Kreis Sensburg), bis 1998 der Woiwodschaft Olsztyn, seither der Woiwodschaft Ermland-Masuren zugehörig.

## Kirche
Bis 1945 war Forsthaus Thiergarten in die evangelische Kirche Sorquitten in der Kirchenprovinz Ostpreußen der Kirche der Altpreußischen Union sowie in die katholische Kirche Stanislewo (1931 bis 1945 Sternsee, polnisch Stanclewo) im damaligen Bistum Ermland eingepfarrt. Heute gehört Zwierzyniec kirchlicherseits ganz nach Sorkwity, sowohl zur evangelischen Pfarrei Sorkwity in der Diözese Masuren der Evangelisch-Augsburgischen Kirche in Polen als auch zur dortigen katholischen Pfarrei im jetzigen Erzbistum Ermland innerhalb der polnischen katholischen Kirche.

## Verkehr
Zwierzyniec liegt nördlich der polnischen Landesstraße 16 (einstige deutsche Reichsstraße 127) und ist von ihr unweit Sorkwitys über einen Landweg direkt zu erreichen. Eine Anbindung an den Schienenverkehr besteht nicht.